# Calommata signata
Calommata signata es una especie de araña del género Calommata, familia Atypidae. Fue descrita científicamente por Karsch en 1879.
Se distribuye por Corea y Japón. La especie se mantiene activa durante los meses de enero, abril, mayo, junio, agosto, septiembre, octubre, noviembre y diciembre.